# Bottarga

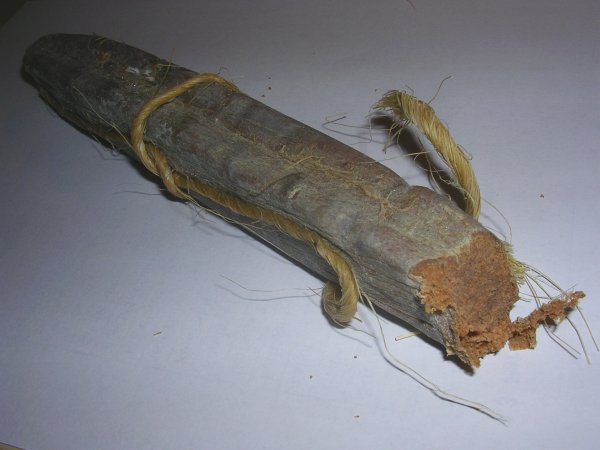
Bottarga di tonno als getrockneter Block

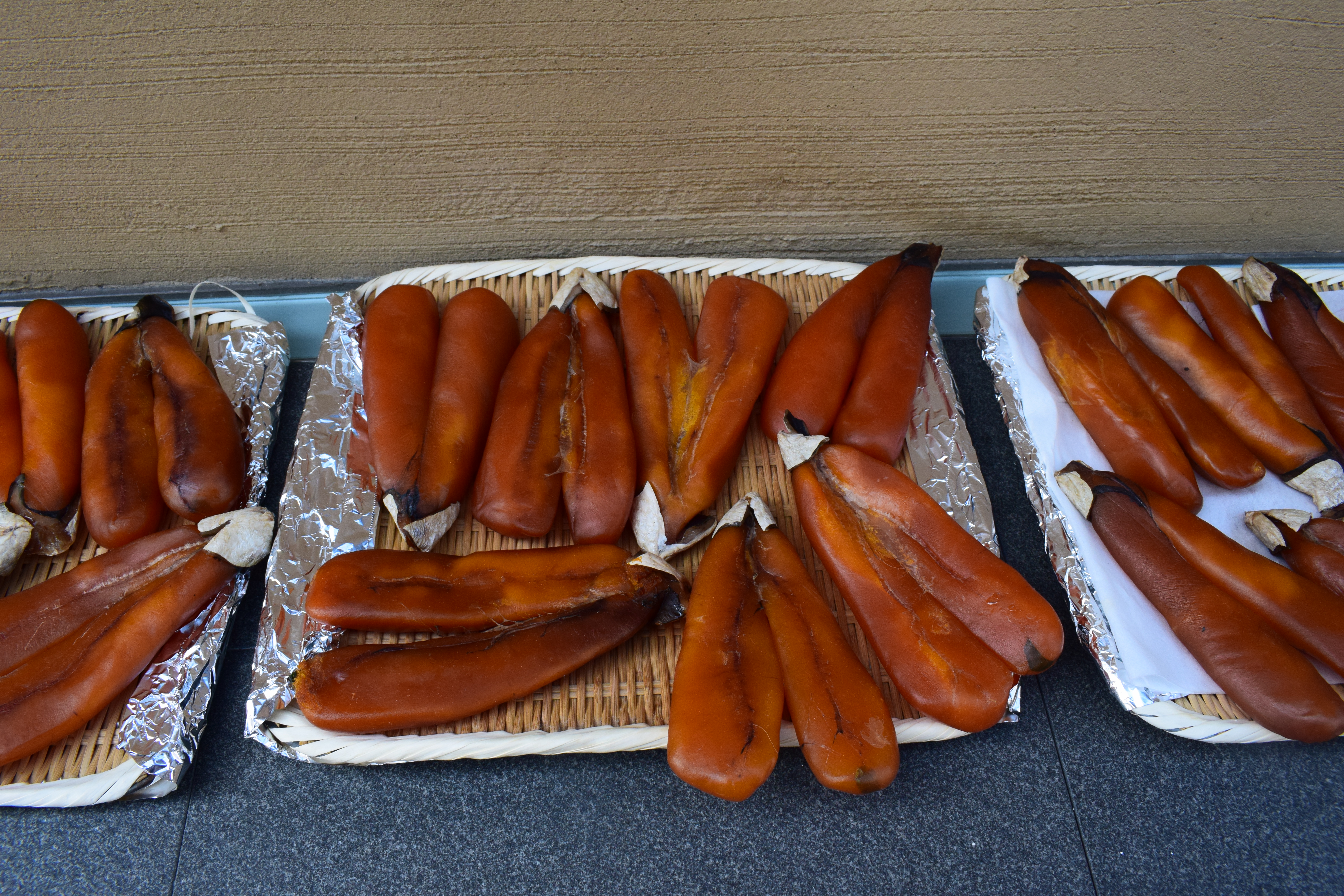
Karasumi („japanische Bottarga“)

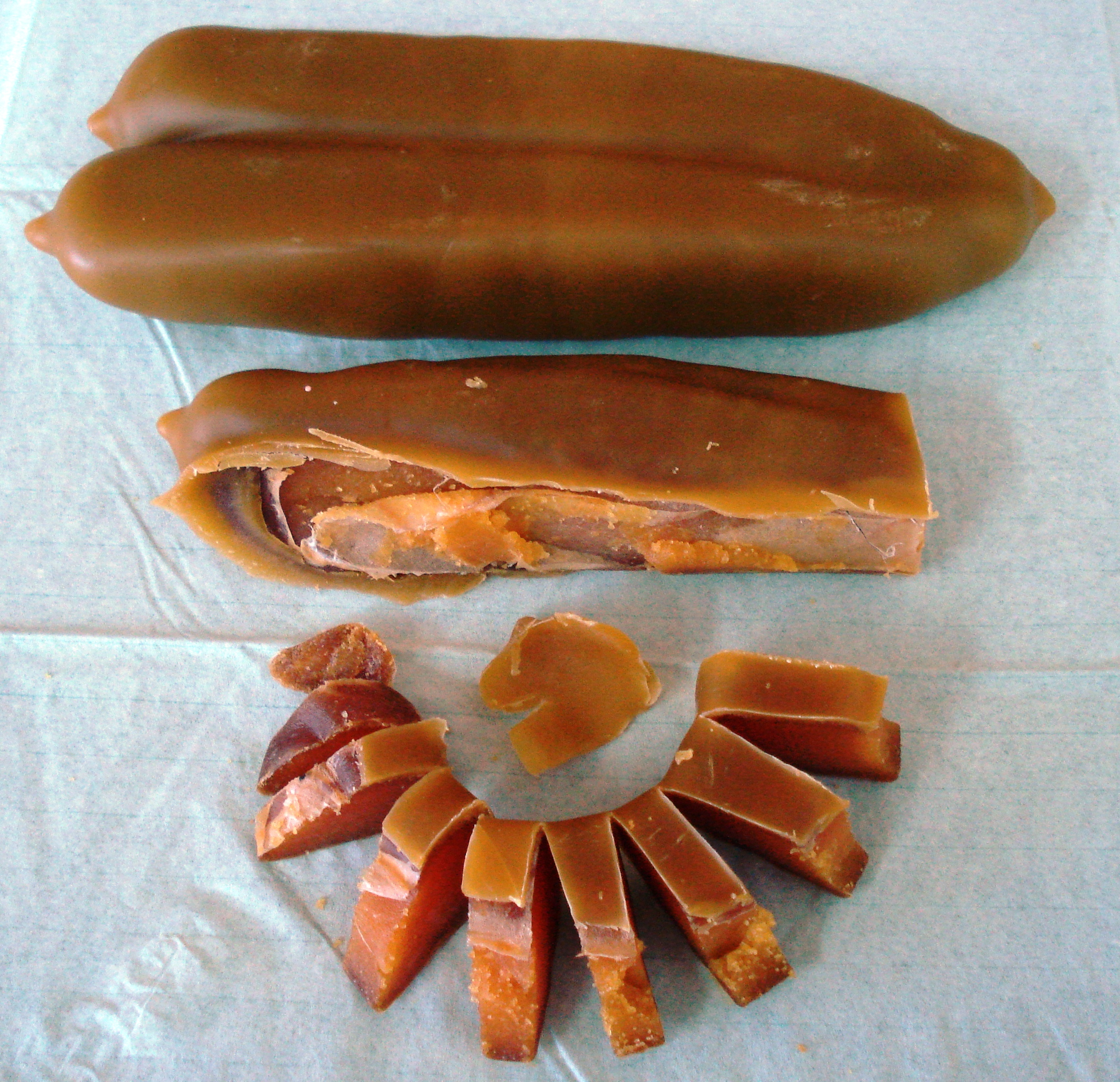
Griechischer Avgotaraho – Meeräschenrogen, mit Bienenwachs überzogen

Bottarga ist eine Speise, die in Italien aus dem Rogen der Großkopfmeeräsche Mugil cephalus (Bottarga di muggine) besteht, in Frankreich (französisch poutargue) und in Griechenland (griechisch αβγοτάραχο Avgotaracho) von der Art Meeräsche. Der italienische Name bottarga bzw. die sardische Bezeichnung buttariga leiten sich von der arabischen Bezeichnung بطارخ / buṭāriḫ für gesalzenen Rogen her.

## Herstellung und Verwendung
Der Rogen wird gesalzen, gepresst, an der Sonne getrocknet und dann mit einer dünnen Wachsschicht überzogen.
In Italien wird Bottarga außerdem auch von Thunfisch (Bottarga di tonno) oder Schwertfisch (Bottarga di pesce spada) gewonnen. In Italien wird die Bottarga di muggine vor allem in folgenden Regionen hergestellt:
- Sardinien: Bottarga di Cabras  (in Cabras, Alghero und Stintino)
- Toskana: Bottarga di Orbetello

Bottarga di tonno (Bottarga vom Roten Thun) stammt aus folgenden Regionen:
- Sardinien (Carloforte)
- Sizilien (Favignana, Trapani, Marzamemi, San Vito Lo Capo)
- Kalabrien (Reggio Calabria)

Bottarga wird in Italien auch als „sardischer Kaviar“ bezeichnet.
Bottarga wird auch in der Türkei produziert, auf Türkisch heißt es „Butarka“.
In Griechenland wird der Großkopfmeeräschen-Rogen Avgotaracho (Αυγοτάραχο) in Mesolongi im Ortsteil Etoliko hergestellt.
Sehr beliebt ist die Bottarga auch in der Provence und in Tunesien. Die japanische Variante Karasumi ist eine Spezialität der japanischen Küche.
Der Geschmack ist sehr würzig bis rauchig und erinnert an frischen Fisch.
Bottarga wird in Italien meistens über Pasta gerieben oder als Vorspeise dünn geschnitten mit Tomaten, Olivenöl und Zitrone gegessen. In Frankreich wird poutargue als Belag auf Toastbrot gegessen oder als Vorspeise, angerichtet mit Olivenöl, Zitronensaft und Pfeffer.